# Atletica leggera ai Giochi della XXVII Olimpiade - Decathlon
Il decathlon ha fatto parte del programma di atletica leggera maschile ai Giochi della XXVII Olimpiade. La competizione si è svolta nei giorni 27-28 settembre 2000 allo Stadio Olimpico di Sydney.

## Presenze ed assenze dei campioni in carica
| Competizione         | Atleta            | Prestazione | Sydney 2000 |
| -------------------- | ----------------- | ----------- | ----------- |
| Olimpiadi 1996       | Dan O'Brien       | 8 824 p.    | Rit. 1998   |
| Commonwealth 1998    | Jagan Hames       | 8 490 p.    | Assente     |
| Goodwill Games 1998  | Dan O'Brien       | 8 755 p.    | Presente    |
| Europei 1998         | Erki Nool         | 8 667 p.    | Presente    |
| Asiatici 1998        | Oleg Veretelnikov | 8 278 p.    | Presente    |
| Panamericani 1999    | Chris Huffins     | 8 170 p.    | Presente    |
| Mondiali 1999        | Tomáš Dvořák      | 8 744 p.    | Presente    |
|                      |                   |             |             |
| Mondiali junior 1996 | Attila Zsivóczky  | 7 582 p.    | Presente    |

## La gara
Dopo la prima giornata guida la classifica lo statunitense Chris Huffins (secondo ai Trials) con 4.554 punti; lo tallona il britannico Dean Macey con solo 8 punti in meno. Poi seguono Eric Nool, Tom Pappas (primo ai Trials) e Roman Šebrle (4.460).

Nella seconda giornata Huffins incrementa il suo vantaggio nei 110h, corsi sotto la pioggia, e nel disco. Dopo otto prove Huffins ha 7.220 punti e guarda tutti dall'alto. Il secondo è Nool, ma è distanziato a 7.067 punti. Nool ha rischiato grosso nel disco poiché, dopo due tentativi andati a vuoto, un giudice gli aveva annullato anche il terzo lancio per fallo di piede. L'estone era stato riammesso sub judice.

Alla nona prova, Nool supera Huffins forte della sua superiorità nel giavellotto: 65,82 contro 56,62 metri. I 1500 metri sono il punto debole di Huffins, infatti, nonostante stabilisca il suo personale, si vede superare nella classifica finale anche dal céco Roman Sebrle, che conquista l'argento sull'americano per soli 11 punti. Nool controlla la gara e vince di 35 punti su Šebrle.

Il primatista mondiale Tomas Dvorák ha dovuto fare i conti con dolori addominali e un malanno al ginocchio, ma ha tenuto duro ed è finito buon sesto.
Dopo la gara del disco, la giuria di appello aveva esaminato alla "moviola" il terzo lancio di Nool ed aveva dichiarato che l'estone non aveva pestato l'esterno della pedana, benché apparentemente le immagini dimostrassero il contrario.

Eric Nool è il primo estone a vincere un oro olimpico nell'atletica leggera.

## Classifica finale
Stadio Olimpico, 27-28 settembre.
| Pos | Paese                                                          | Atleta                                  | Punti                                             |
| --- | -------------------------------------------------------------- | --------------------------------------- | ------------------------------------------------- |
|     | Estonia                                                        | Erki Nool                               | 8.641 p                                           |
|     | CORSE 100 m: 10"68 400 m: 46"71 110 ost. 14"48 1500 m: 4'29"48 | SALTI Alto: 2,00 Asta: 5,00 Lungo: 7,76 | LANCI Peso: 15,11 Disco: 43,66 Giavellotto: 65,82 |
|     | Rep. Ceca                                                      | Roman Šebrle                            | 8.606 p                                           |
|     | Stati Uniti                                                    | Chris Huffins                           | 8.595 p                                           |
| 4   | Regno Unito                                                    | Dean Macey                              | 8.567 p                                           |
| 5   | Stati Uniti                                                    | Tom Pappas                              | 8.425 p                                           |
| 6   | Rep. Ceca                                                      | Tomáš Dvořák                            | 8.385 p                                           |
| 7   | Germania                                                       | Frank Busemann                          | 8.351 p                                           |
| 8   | Ungheria                                                       | Attila Zsivóczky                        | 8.277 p                                           |